# Lluita als Jocs Olímpics d'estiu de 2004
Als Jocs Olímpics d'Estiu de 2004 celebrats a la ciutat d'Atenes (Grècia) es disputaren 18 proves de lluita, de les quals set foren proves en lluita grecoromana, totes elles en categoria masculina; i onze en lluita lliure, set en categoria masculina i quatre en categoria femenina, sent la primera vegada que les dones pogueren competir en aquest esport.
La competició es dugué a terme entre els dies 22 i 29 d'agost de 2004 al Centre Olímpic d'Ano Liosia.

## Comitès participants
Hi participaren un total de 342 lluitadors, entre ells 292 homes i 50 dones, de 66 comitès nacionals diferents:
| - Afganistan (1) - Albània (1) - Alemanya (9) - Algèria (1) - Armènia (7) - Austràlia (1) - Àustria (3) - Azerbaidjan (7) - Belarús (10) - Brasil (1) - Bulgària (13) - Canadà (7) - Colòmbia (1) - Corea del Nord (1) - Corea del Sud (9) |  | - Cuba (12) - Dinamarca (1) - Egipte (3) - Eslovàquia (3) - Espanya (2) - Estats Units (17) - Estònia (1) - Finlàndia (2) - França (6) - Geòrgia (12) - Grècia (18) - Guam (1) - Guinea Bissau (1) - Hongria (9) - Índia (7) - Iran (13) |  | - Israel (3) - Itàlia (6) - Japó (13) - Kazakhstan (12) - Kirguizstan (8) - Letònia (1) - Lituània (3) - Macedònia del Nord (2) - Moldàvia (2) - Mongòlia (6) - Namíbia (1) - Nigèria (1) - Noruega (1) - Perú (1) - Polònia (9) - Portugal (1) - Puerto Rico (1) - Regne Unit (1) - República Dominicana (1) |  | - República de Palau (1) - Txèquia (2) - Romania (5) - Rússia (18) - Senegal (1) - Sèrbia i Montenegro (1) - Sud-àfrica (1) - Suècia (7) - Suïssa (2) - Tadjikistan (4) - Tunísia (1) - Turquia (12) - Ucraïna (16) - Uzbekistan (7) - Veneçuela (2) - R.P. de la Xina (9) |

## Resum de medalles

### Lluita grecoromana
| Prova    | Or                     | Argent               | Bronze                |
| – 55 kg  | István Majoros         | Geidar Mamedaliyev   | Artiom Kiouregkian    |
| – 60 kg  | Jung Ji-Hyun           | Roberto Monzón       | Armen Nazarian        |
| – 66 kg  | Farid Mansurov         | Şeref Eroğlu         | Mkkhitar Manukyan     |
| – 74 kg  | Alexandr Dokturishvili | Marko Yli-Hannuksela | Varteres Samourgachev |
| – 84 kg  | Alexei Michine         | Ara Abrahamian       | Viachaslau Makaranka  |
| – 96 kg  | Karam Gaber            | Ramaz Nozadze        | Mehmet Özal           |
| – 120 kg | Khasan Baroyev         | Georgiy Tsurtsumia   | Rulon Gardner         |

### Lluita lliure

#### Categoria masculina
| Prova    | Or                    | Argent               | Bronze              |
| – 55 kg  | Mavlet Batirov        | Stephen Abas         | Chikara Tanabe      |
| – 60 kg  | Yandro Quintana       | Masoud Mostafa Jokar | Kenji Inoue         |
| – 66 kg  | Elbrus Tedeyev        | Jamill Kelly         | Makhach Murtazaliev |
| – 74 kg  | Buvaisar Saitiev      | Gennadiy Laliyev     | Iván Fundora        |
| – 84 kg  | Cael Sanderson        | Moon Eui-Jae         | Sazhid Sazhidov     |
| – 96 kg  | Khadjimourat Gatsalov | Magomed Ibraguímov   | Alireza Heidari     |
| – 120 kg | Artur Taymazov        | Alireza Rezaei       | Aydın Polatçı       |

#### Categoria femenina
| Prova   | Or            | Argent            | Bronze           |
| – 48 kg | Iryna Merleni | Chiharu Icho      | Patricia Miranda |
| – 55 kg | Saori Yoshida | Tonya Verbeek     | Anna Gomis       |
| – 63 kg | Kaori Icho    | Sara McMann       | Lise Legrand     |
| – 72 kg | Wang Xu       | Gouzel Maniourova | Kyoko Hamaguchi  |

## Medaller
| Posició | País            | Or | Argent | Bronze | Total |
| 1       | Rússia          | 5  | 2      | 3      | 10    |
| 2       | Japó            | 2  | 1      | 3      | 6     |
| 3       | Uzbekistan      | 2  | 1      | 0      | 3     |
| 4       | Ucraïna         | 2  | 0      | 0      | 2     |
| 5       | Estats Units    | 1  | 3      | 2      | 6     |
| 6       | Cuba            | 1  | 1      | 1      | 3     |
| 7       | Corea del Sud   | 1  | 1      | 0      | 2     |
| 8       | Azerbaidjan     | 1  | 0      | 0      | 1     |
| 8       | Egipte          | 1  | 0      | 0      | 1     |
| 8       | Hongria         | 1  | 0      | 0      | 1     |
| 8       | R.P. de la Xina | 1  | 0      | 0      | 1     |
| 12      | Iran            | 0  | 2      | 1      | 3     |
| 12      | Kazakhstan      | 0  | 2      | 1      | 3     |
| 14      | Turquia         | 0  | 1      | 2      | 3     |
| 15      | Canadà          | 0  | 1      | 0      | 1     |
| 15      | Finlàndia       | 0  | 1      | 0      | 1     |
| 15      | Geòrgia         | 0  | 1      | 0      | 1     |
| 15      | Suècia          | 0  | 1      | 0      | 1     |
| 19      | França          | 0  | 0      | 2      | 2     |
| 20      | Belarús         | 0  | 0      | 1      | 1     |
| 20      | Bulgària        | 0  | 0      | 1      | 1     |
| 20      | Grècia          | 0  | 0      | 1      | 1     |